# کلاه سیاه (امنیت سایبری)
هکر کلاه سیاه (به انگلیسی: BlackHat Hacker) هکری است که با انگیزهٔ خرابکاری یا بهره‌جویی به شبکهٔ رایانه‌ها نفوذ می‌کند. آن‌ها ممکن است بدافزارهایی را منتشر کنند که به فایل‌ها آسیب بزند، رایانه‌ها را قفل کند یا رمز عبور، اطلاعات بانکی و سایر اطلاعات شخصی را به سرقت ببرد.
باج‌افزار واناکرای نمونه‌ای از این بدافزارها است که توسط هکرهای کلاه سیاه منتشر شده‌است.
انگیزهٔ هکرهای کلاه سیاه معمولاً رسیدن به منافع شخصی و مالی است. گرچه برخی از آن‌ها در جاسوسی‌های سایبری و اعتراضات شرکت می‌کنند. برخی از هکرهای کلاه سیاه ممکن است به هیجانات ناشی از جرائم سایبری معتاد باشند.

## منشأ
منشأ این اصطلاح به نظریه‌پرداز فرهنگ هکری، ریچارد استالمن نسبت داده می‌شود، اگرچه او این ادعا را رد می‌کند.